# Agnes van den Brandeler
Agnes van den Brandeler (Delft, 18 de octubre de 1918 - Hengelo (Güeldres, Países Bajos), 15 de marzo de 2003) fue una pintora e ilustradora neerlandesa.

## Biografía
Se formó en el Vrije Studio (La Haya), la Real Academia de Bellas Artes (La Haya), la Escuela de Bellas Artes (París) y la Escuela de Artes Gráficas de Barcelona. Fue alumna de Han van Dam, Demetrios Galanis, Henk Meijer y Willem Rozendaal . Trabajó en La Haya, Barcelona, Madrid, Grecia y en Hengelo, lugar donde moriría. Pintó retratos y naturalezas muertas. También fue ilustradora, especialmente de obras de Leonard Roggeveen, y diseñadora de portadas de libros.
Fue miembro del Estudio Pulchri (La Haya), cofundadora y secretaria de los Acuarelistas de La Haya, miembro del Círculo Holandés de Artistas del Dibujo (con el que expuso en el Museo Stedelijk de Ámsterdam en 1964), miembro del colectivo De Zeester y de la Comunidad de Artistas Visuales.
Falleció en 2003 a la edad de 84 años. En febrero de 2005, parte de su patrimonio fue subastado en Christie's en Ámsterdam.
En 2009 Alied Ottevanger e Ileen Montijn dedicaron una biografía a la artista.

## Publicaciones
- Dibujos. Madrid, (1952).
- Exposición del grabado español contemporáneo. Madrid, (1958).
- 'Herinneringen aan Rossum. Souvenirs de Rossum', in: De woonstede door de eeuwen heen (1982) 53, p. 26-41.
- (con A.H.G. Schaars) '"Het Hof", en: Jaarboek Achterhoek en Liemers 11 (1988), p. 79-85.

## Premio Agnes van den Brandeler
Se concede anualmente por la Fundación Agnes van den Brandeler a un museo neerlandés que presente un plan para una exposición individual. Se creó en 2018 para promocionar a los artistas jóvenes.